# Leogangita
La leogangita és un mineral de la classe dels arsenats. Rep el seu nom de la localitat austríaca de Leogang, on hi ha diverses mines que comparteixen l'estatus de localitat tipus.

## Característiques
La leogangita és un arsenat-sulfat de fórmula química Cu10(AsO₄)₄(SO₄)(OH)₆·8H₂O. Cristal·litza en el sistema monoclínic.
Segons la classificació de Nickel-Strunz, la garyansellita pertany a «08.CC - Fosfats (arsenats, vanadats) sense anions addicionals, amb H₂O, només amb cations de mida mitjana, RO₄:H₂O = 1:1,5» juntament amb els següents minerals: garyansel·lita, kryzhanovskita, landesita, fosfoferrita, reddingita i kaatialaïta.

## Jaciments
La leogangita a estat trobada en cinc indrets de Schwarzleograben, a Leogang (Salzburg, Àustria), dos dels quals són localitat tipus; també ha estat trobada al districte Neufinkenstein-Grabanz, situada a Mallestiger Mittagskogel (Caríntia, Àustria), a diversos indrets del Tirol; a la mina Wildermann, situada a Müsen (Rin del Nord-Westfàlia, Alemanya) i a Catalunya a la mina les Ferreres, a la localitat de Rocabruna (Ripollès, Girora).